# Zambujeira do Mar
Zambujeira do Mar és una antiga freguesia portuguesa del municipi d'Odemira, amb 42,96 km² d'àrea i 912 habitants (al cens del 2011). La densitat de població n'era de 21,2 hab/km². Va ser elevada a freguesia el 30 de juny del 1989 (pertanyia abans a la freguesia de Sâo Teotónio), i era la més petita del municipi de l'Alentejo.
Amb la Reorganització Administrativa Territorial (RAT) de 29 de setembre del 2013 la freguesia de Zambujeira do Mar fou anul·lada i passà de nou a formar part del territori de la freguesia de Sâo Teotónio.
La seua costa, dins el Parc Natural do Sud-oeste Alentejano e Costa Vicentina, enclou penya-segats i petites platges.
La principal activitat n'és el turisme, però també hi són rellevants l'agricultura, la ramaderia i la pesca, i alberga un dels quatre ports del municipi (Entrada da Barca).

## Població
| 1991 | 2001 | 2011 |
| 992  | 844  | 912  |

Freguesia creada per la Llei núm. 81/89, de 30 d'agost, amb llocs desagregats de la freguesia de S. Teotónio.
Les platges del poble són Zambujeira do Mar, dos Alteirinhos, Nossa Senhora i do Tonel.